# دونگارا، استرالیای غربی
دونگارا (به انگلیسی: Dongara) یک شهرک در استرالیا است که در استرالیای غربی واقع شده‌است.